# Jackie Wilson Said (I'm in Heaven When You Smile)
"Jackie Wilson Said (I'm in Heaven When You Smile)" es una canción del músico norirlandés Van Morrison publicada en el álbum de 1972 Saint Dominic's Preview y como sencillo el mismo año, con "You've Got the Power" como cara B.
La canción está inspirada en un verso de la canción de Jackie Wilson "Reet Petite". John Collis comentó sobre el tema: "La exuberante frase que abre el primer tema, "Jackie Wilson Said", acaloradamente perseguido por unos arreglos de gran banda de R&B, promete mucho".
"Jackie Wilson Said (I'm in Heaven When You Smile)" fue también publicada en los álbumes recopilatorios The Best of Van Morrison, Van Morrison at the Movies - Soundtrack Hits y Still on Top - The Greatest Hits.

## Personal
- Van Morrison: guitarra rítmica y voz
- Bill Church: bajo
- "Boots" Rolf Houston: saxofón tenor
- Doug Messenger: guitarra
- Mark Naftalin: piano
- Rick Schlosser: batería
- Jack Schroer: saxofón alto y barítono

## Versiones
En 1982, el grupo de pop británico Dexys Midnight Runners grabó y publicó una versión de "Jackie Wilson Said (I'm in Heaven When You Smile)" en el álbum Too-Rye-Ay. La canción fue posteriormente publicada como sencillo, el cual alcanzó el puesto 5 en las listas británicas.